# محافظة بارا دو بوجريس
محافظة بارا دو بوجريس هي بلدية في البرازيل، تتبع ماتو غروسو، بلغ عدد سكانها 33٬644  نسمة، في 2017، تبلغ مساحتها 7٬228٫902 كيلومتر مربع، رمزها البريدي هو 78390-000.